# EURALEX
EURALEX (European Association for Lexicography) è la principale associazione europea per le persone che lavorano nella lessicografia, linguistica e campi correlati. Nel mondo in rapida evoluzione di analisi del linguaggio e la descrizione del linguaggio, EURALEX si propone quale punto di riferimento e forum per lo scambio di idee. I suoi membri includono lessicografi, editori, linguisti corpus, linguisti computazionali, accademici che lavorano in discipline pertinenti, sviluppatori di software e chiunque con un vivo interesse per la lingua.